# Élection présidentielle arménienne de 2022
L'élection présidentielle arménienne de 2022 a lieu les 2 et 3 mars 2022 afin d'élire au scrutin indirect le président de la république d'Arménie.
L'élection a lieu trois ans avant la date prévue en raison de la démission du président en exercice Armen Sarkissian, à la suite de désaccords l'opposant au Premier ministre Nikol Pachinian sur l'étendue des pouvoirs présidentiels ainsi que de révélations sur sa double nationalité.
Soutenu par le parti Contrat civil (KP) au pouvoir, Vahagn Khatchatourian se présente sans opposition, les autres partis ayant décidé de boycotter le scrutin, et l'emporte sans surprise.

## Contexte

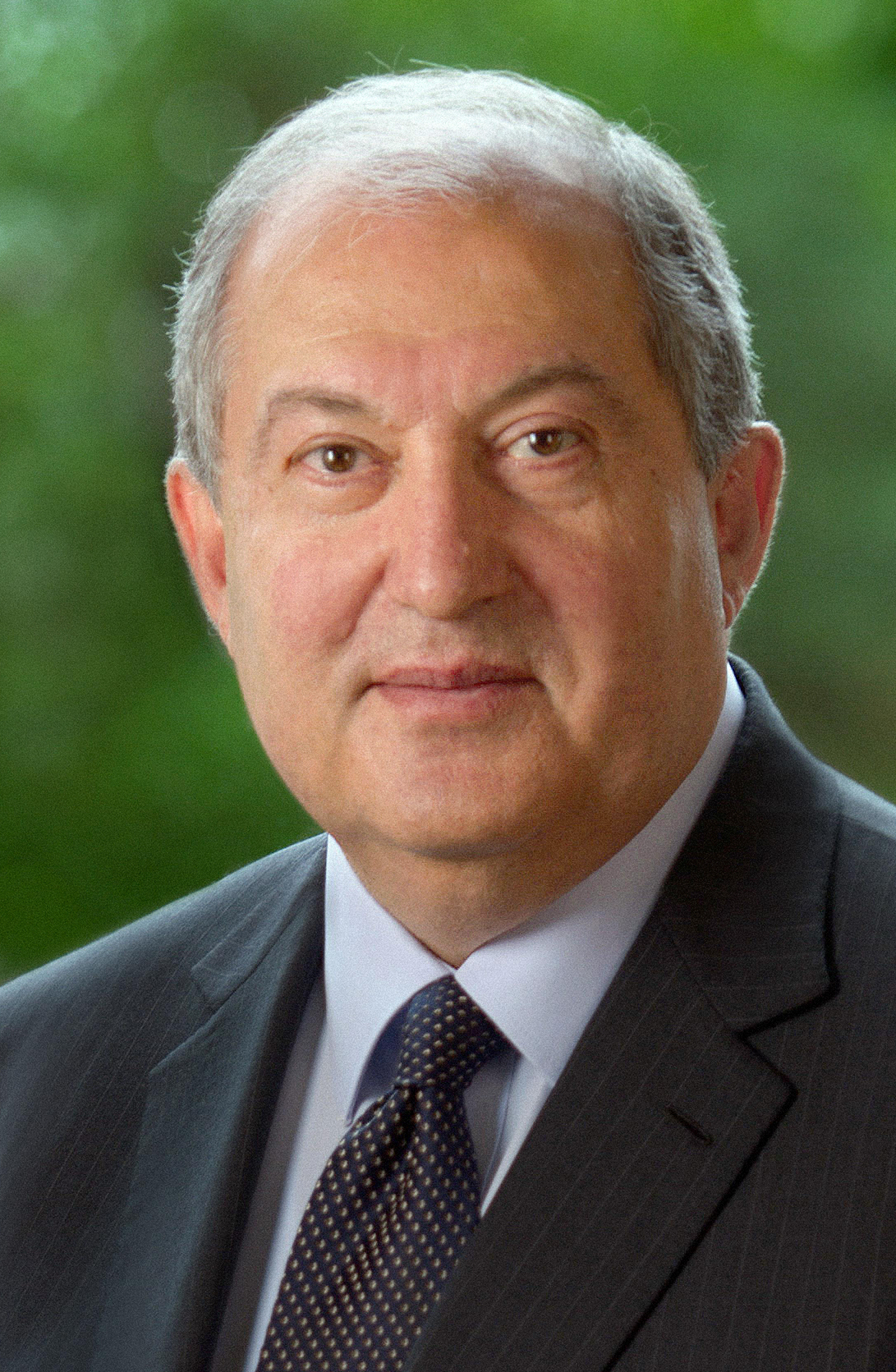
Armen Sarkissian

L'élection présidentielle de mars 2018 voit Armen Sarkissian être élu par les membres de l'Assemblée nationale dès le premier tour avec 90 voix sur 101, en l'absence de rivaux.
Il s'agit alors du premier scrutin présidentiel au suffrage indirect depuis une révision de la Constitution approuvée par référendum en 2015, ayant fait passé le pays d'un système semi-présidentiel à celui d'une république parlementaire. Les pouvoirs présidentiels, auparavant très étendus, sont depuis devenus essentiellement honorifiques, dans le cadre d'une stratégie du président sortant Serge Sarkissian visant à conserver le pouvoir par un contournement de la limite constitutionnelle du nombre de mandats présidentiels. Le second mandat de Serge Sarkissian s'achève ainsi le 9 avril, lui permettant de devenir Premier Ministre, poste auquel l’essentiel des pouvoirs présidentiels ont été transférés. Il bénéficie pour cela du soutien de son parti, le Parti républicain d'Arménie, détenteur de la majorité absolue des sièges à l'Assemblée depuis les élections législatives de 2017.
Sarkissian est élu Premier ministre par les députés le 17 avril 2018. D'importantes manifestations secouent alors le pays en opposition à son maintien à la tête du pays depuis plus de 12 années consécutives, la population lui reprochant son inaction sur les thèmes de la corruption et de la pauvreté. Le mouvement protestataire est notamment mené par le député d'opposition Nikol Pachinian, et celui-ci est arrêté le 22 avril 2018 avec plusieurs centaines de manifestants.

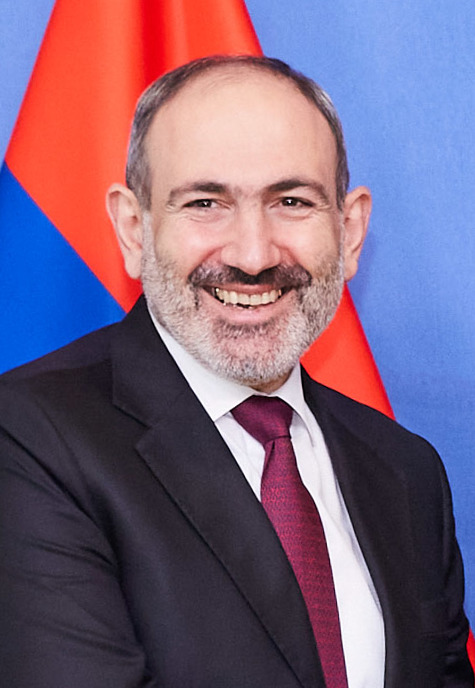
Nikol Pachinian

Le lendemain, devant l'ampleur des manifestations continuant d'avoir lieu dans le pays, Sagsian démissionne de son poste de Premier ministre, déclarant que « Nikol Pachinian avait raison. Et moi, je me suis trompé ». Après une période d'intérim menée par son prédécesseur Karen Karapetian, des élections législatives anticipées sont organisées en décembre 2018, et voient la victoire écrasante de l'Alliance « Mon pas » dirigée par Nikol Pachinian, qui devient Premier ministre,.
En septembre 2020, cependant, une guerre éclate entre l'Azerbaïdjan et la République d'Artsakh, ou Haut-Karabagh, une république non reconnue soutenue par l'Arménie, réveillant un conflit gelé depuis la chute de l'URSS. La cuisante défaite de l'allié historique amène à des appels de plus en plus pressants à la démission de Pachinian et l'organisation d'élections anticipées. Conjuguée aux effets de la pandémie de Covid-19, la défaite voit l’économie arménienne connaître une récession de 7,6 % en 2020, tandis que la poussée du chômage et de l'inflation accélèrent l’émigration vers la Russie.

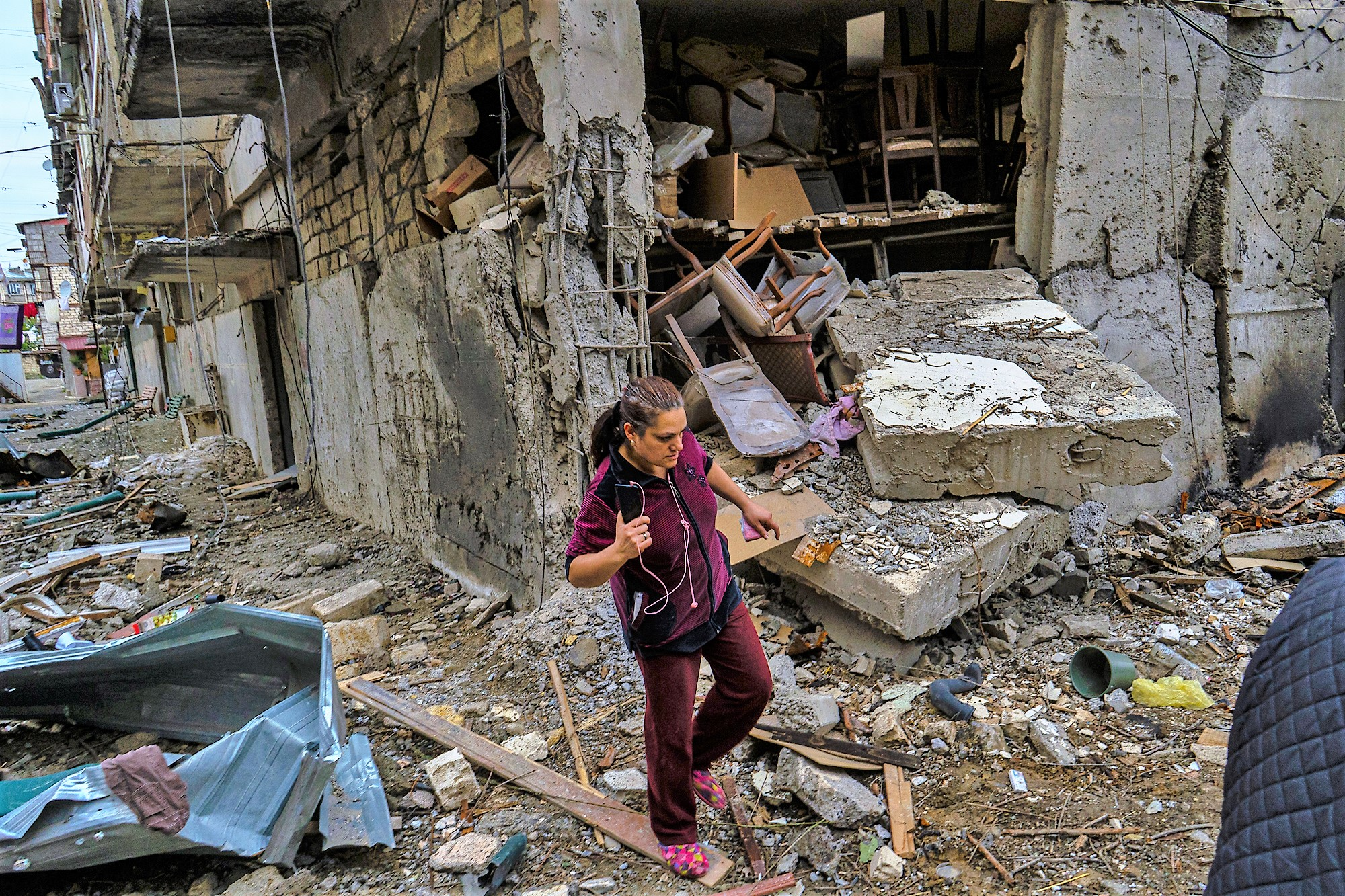
Complexe d'habitation en République d'Artsakh, détruit par les bombardements de l'Azerbaïdjan.

Le 25 février, le chef d'état-major de l'armée Onik Gasparian et plusieurs généraux se joignent aux appels à la démission de Pachinian. Celui-ci réagit en appelant ses partisans à se rassembler dans les rues de la capitale pour afficher leur soutien, avant de limoger Gasparian et de condamner ce qu'il qualifie de « tentative de coup d'État militaire »,,. Malgré le soutien affiché de l'armée à l'opposition, cette dernière peine à mobiliser, Pachinian prenant la tête d'un cortège de 20 000 personnes dans les rues de la capitale, tandis que l'opposition rassemble entre 10 000 et 13 000 personnes le même jour, puis ceux suivants,,. La démission du chef d'état-major est cependant refusée deux jours plus tard par le président Armen Sarkissian dans ce qui est alors perçu comme un soutien symbolique aux appels à un scrutin anticipé, les pouvoirs du président arménien — avant tout honorifiques — ne lui permettant pas de s'y opposer dans la durée.
Finalement organisées en juin 2021, les élections législatives voient la victoire du parti Contrat civil de Nikol Pachinian. Le scrutin se révèle une victoire surprise pour Nikol Pachinian, qui conserve une confortable majorité à l'Assemblée nationale et qualifie le résultat inespéré de « révolution d’acier » en référence à la « révolution de velours » de 2018. Avec près de 54 % des suffrages exprimés et 72 sièges sur 107, Contrat civil détient ainsi seul la majorité absolue lui permettant de gouverner sans recourir à un gouvernement de coalition,,.
Les affrontements répétés entre le président et son Premier ministre quant à l'exercice des pouvoirs du chef de l'Etat lors de la crise politique de 2021 finissent cependant par conduire Armen Sarkissian à annoncer sa démission le 23 janvier 2022. Le président évoque à cette occasion son incapacité à agir sur la vie politique, déplorant que sa fonction « ne dispose pas des outils nécessaires pour influer sur les processus importants de la politique étrangère et intérieure dans des moments difficiles pour le peuple et le pays ». Sarkissian appelle dans la foulée à une révision constitutionnelle afin d'équilibrer les pouvoirs entre les deux chefs de l'exécutif,,. La démission de Sarkissian est une surprise pour Nikol Pachinian comme pour les propres collaborateurs du président, ce dernier préparant depuis plusieurs jours sa participation à un sommet européen.
Dans les jours qui suivent, cependant, la plateforme journalistique Hetq révèle les résultats d'une enquête menée en partenariat avec l'Organized Crime and Corruption Reporting Project (OCCRP), sur la possession par le président d'une double nationalité. Détenteur de la nationalité christophienne en plus de celle arménienne, Sarkissian se trouvait par conséquent sous la menace d'une annulation de son élection à la présidence, la Constitution interdisant au chef de l'état de détenir une double nationalité. Contacté par les journalistes, Sarkissian aurait affirmé ne pas avoir connaissance de sa double nationalité, ayant demandé avant son élection la suspension de celle de Saint-Christophe-et-Niévès, acquise à la suite d'un important investissement immobilier dans le pays. Selon Hetq, le président aurait démissionné au lendemain de cet échange téléphonique,,.
Le président de l'Assemblée nationale Alen Simonian assure l'intérim à partir du 1er février,. La démission de Sarkissian devient en effet effective une semaine après son annonce, le président ne l'ayant pas retirée dans cet intervalle,. En accord avec la Constitution, l'élection présidentielle est organisée entre 25 et 35 jours après sa démission. Le premier tour du scrutin est par conséquent fixé au 3 mars 2022, avec d'éventuels tours supplémentaires les 4 et 5 mars.

## Mode de scrutin

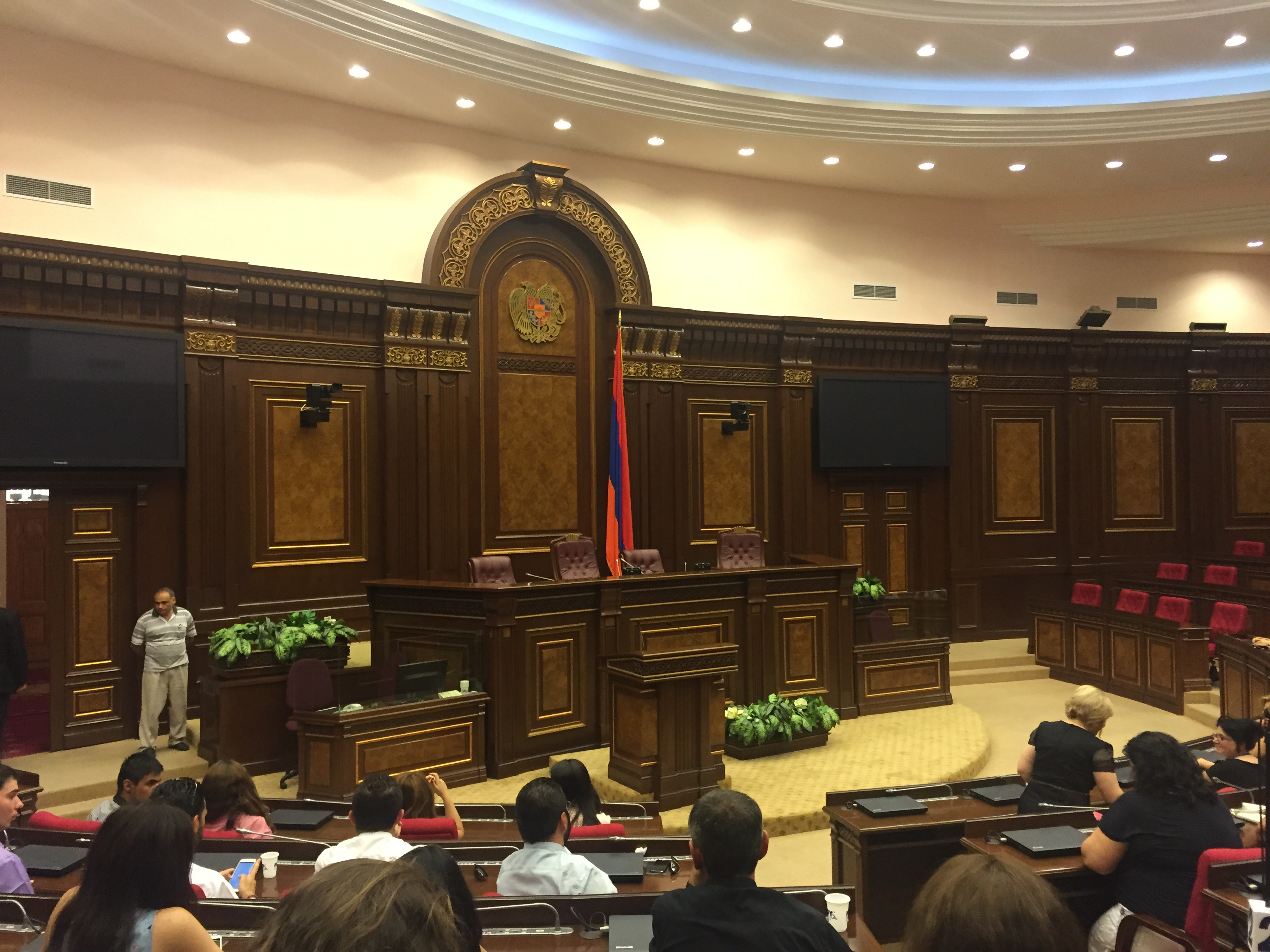
Intérieur de l'Assemblée nationale, où se déroule le scrutin

Le président de la république d'Arménie est élu au suffrage indirect pour un mandat de sept ans non renouvelable par les membres de l'Assemblée nationale. Est élu le candidat recueillant les voix d'au moins trois quarts du total des membres de l'Assemblée nationale. À défaut, un second tour est organisé avec un quorum de voix abaissé aux trois cinquièmes. Si aucun candidat n'est élu au second tour, un troisième a lieu entre les deux candidats arrivés en tête au second, et le candidat ayant réuni la majorité absolue du total des membres est élu.
Les majorités nécessaires étant basées sur le total des membres et non les suffrages exprimés, il est possible qu'aucun candidat ne soit élu même au troisième tour en cas d'abstention ou de votes blancs et nuls d'un nombre suffisant de députés. Si les trois tours se révèlent infructueux, une nouvelle élection est organisée dans les dix jours suivant la précédente.

### Conditions de candidatures
Pour se présenter, les candidats doivent être âgés d'au moins 40 ans, parler couramment arménien, disposer de leurs droits civiques, ne pas avoir eu d'autre citoyenneté que celle arménienne au cours des six années précédentes et avoir résidé dans le pays depuis la même durée.
Enfin et surtout, les candidats à la présidence doivent recueillir le soutien à leur nomination d'au moins un quart des députés de l'Assemblée nationale, soit 27 députés en 2022.

## Candidats

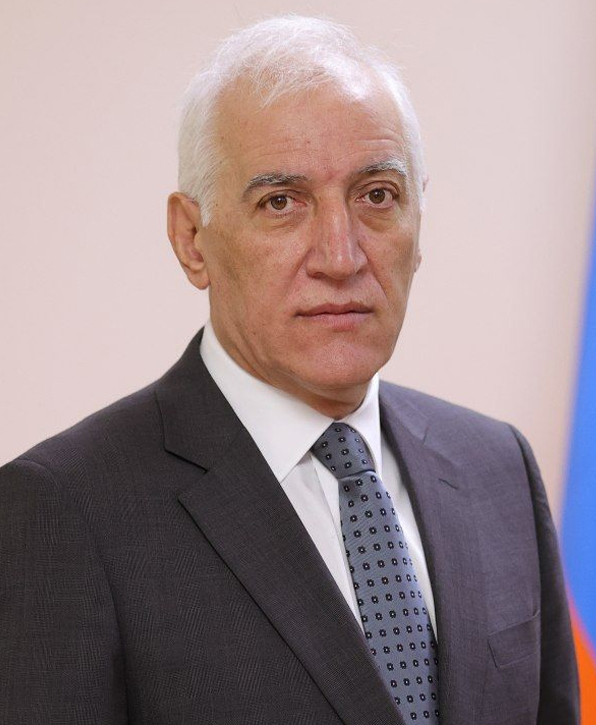
Vahagn Khatchatrian

À la suite des élections législatives arméniennes de 2021, l'Assemblée nationale est composée de trois formations : le parti Contrat civil ainsi que les coalitions de l'Alliance arménienne et de l'Alliance « J'ai l'honneur ». Seules les deux premières disposent cependant des 27 députés nécessaires à la nomination d'un candidat.
Le 31 janvier, Contrat civil annonce la candidature de Vahagn Khatchatrian, ministre des Hautes technologies dans le gouvernement Pachinian. Ancien maire d'Erevan, Khatchatrian était membre du parti République puis du Congrès national arménien (HAK) avant de quitter ce dernier pour devenir indépendant en 2017,,.
Accusant le gouvernement de nommer un candidat partisan ne représentant que la majorité au pouvoir, l'Alliance arménienne et l'Alliance « J'ai l'honneur » annoncent début février leur décision de ne pas participer à l'élection du nouveau président de la République, la Constitution imposant que ce dernier reste impartial et guidé par le seul intérêt national,.
Contrat civil ne disposant que de 71 sièges, soit dix de moins que la majorité des trois quarts exigée au premier tour, l'élection de Vahagn Khatchatrian est jugée peu probable dès le premier tour en l'absence de soutien de l'opposition. Son élection est attendue au second tour, lors de l'abaissement de la majorité exigée aux trois cinquièmes, soit 64 voix.

## Résultats
|                          | Vahagn Khatchatourian    | Indépendant              | 69      | 100,00  | 71      | 100,00  |  |  |
| « Contre »               | « Contre »               | « Contre »               | 0       | 0,00    | 0       | 0,00    |  |  |
|                          |                          |                          |         |         |         |         |  |  |
| Majorité requise         | Majorité requise         | Majorité requise         | 81 voix | 81 voix | 64 voix | 64 voix |  |  |
|                          |                          |                          |         |         |         |         |  |  |
| Votes valides            | Votes valides            | Votes valides            | 69      | 100,00  | 71      | 100,00  |  |  |
| Votes blancs et nuls     | Votes blancs et nuls     | Votes blancs et nuls     | 0       | 0,00    | 0       | 0,00    |  |  |
| Total                    | Total                    | Total                    | 69      | 100     | 71      | 100     |  |  |
| Abstentions              | Abstentions              | Abstentions              | 38      | 35,51   | 36      | 33,64   |  |  |
| Inscrits / participation | Inscrits / participation | Inscrits / participation | 107     | 64,49   | 107     | 66,36   |  |  |

## Analyse
Comme attendu, le premier tour organisé le 2 mars est un échec malgré la candidature unique de Vahagn Khatchatrian, celui-ci n'atteignant pas le seuil de voix des trois quarts des inscrits en raison de l'abstention de l'opposition. Il est élu au second tour le lendemain à la majorité des trois cinquièmes. Sa prise de fonction intervient le 13 mars.